# Euagathis vechti
Euagathis vechti är en stekelart som beskrevs av Simbolotti och Van Achterberg 1995. Euagathis vechti ingår i släktet Euagathis och familjen bracksteklar. Inga underarter finns listade i Catalogue of Life.